# 裸島
裸島（日语：／）為位於日本鳴門海峽西部的無人島，被劃入瀨戶內海國立公園的範圍，行政區劃屬於德島縣鳴門市鳴門町土佐泊浦。距離鳴門公園的相濱僅約100公尺，在其東南側還有一個小島飛島。
原本和鳴門公園千疊敷景觀相連，在寛政1795年的「鳴門邊集」中曾描述過此島景觀，19世紀初日本畫家鈴木芙蓉也曾描繪裸島與鳴門漩渦的景色；但現在大鳴門橋靠四國一側的橋墩架於裸島旁，景觀已略有變化。